# Борзецово
Борзецово — деревня сельского поселения Волковское Рузского района Московской области. Население — 0 чел. (2010). До 2006 года Борзецово входило в состав Волковского сельского округа.
Практически исчезнувшая деревня расположена в центральной части района, в 13 км севернее Рузы, на правом берегу реки Вейна (приток Озерны), ближайший населённый пункт — деревня Большие Горки — на другом берегу реки, высота центра над уровнем моря 197 м.
В деревне сохранилась Успенская церковь 1781 года постройки.

## Население
| 2002 | 2006 | 2010 |
| ---- | ---- | ---- |
| 0    | ↗1   | ↘0   |